# پاپ اینوسنت چهارم
پاپ اینوسنت چهارم (به انگلیسی: Innocent IV) یکی از پاپ‌های کلیسای کاتولیک رم بود که در ایتالیا به دنیا آمد و از ۱۲۴۳ تا ۱۲۵۴ میلادی پاپ بود.